# Jayme Canet Júnior
Jayme Canet Júnior (Ourinhos, 19 de janeiro de 1925 – Curitiba, 31 de agosto de 2016) foi um empresário, agropecuarista e político brasileiro. Foi governador do estado do Paraná entre 15 de março de 1975 e 15 de março de 1979.

## Biografia
Descendente de catalães e filho de Jayme Canet e Anita Lopes Canet, mudou-se com os pais para Curitiba ainda criança. Iniciou sua vida escolar no Grupo Escolar 19 de Dezembro, passando por outras instituições até ingressar na Escola de Engenharia. Não chegou a concluir o curso em razão da sua atuação empresarial. Como empresário e agropecuarista, transformando-se num dos representado do Paraná na Junta Administrativa do Instituto Brasileiro do Café.
Iniciou-se na político a partir de 1960, quando coordenou a campanha vitoriosa de Ney Braga ao governo do estado, função que também desempenharia com repetido êxito em 1965 em favor de Paulo Pimentel. Presidente da Empresa de Café do Paraná e a seguir do Banco do Estado do Paraná durante o governo Paulo Pimentel, filiou-se a ARENA em 1966. Foi eleito vice-governador para o período de 1973 a 1975.
Em 3 de outubro de 1974 foi eleito, indiretamente pela Assembléia Legislativa, como Governador do Estado do Paraná e tomou posse em 15 de março de 1975.
Ao tomar posse, pronunciou: "Temos profunda consciência do pesado encargo que representa governar quase dez milhões de paranaenses, em um momento em que o Estado deixa condição secular de essencialmente agrícola e se transforma em predominantemente agro-industrial".
Após concluir seu governo, aguardou o retorno do pluripartidarismo e ingressou na sigla do PP, não migrando para o PMDB quando este último incorporou sua antiga legenda.
Jayme Canet Júnior era primo de João Elísio Ferraz de Campos, eleito vice-governador do Paraná na chapa de José Richa. Jaime Canet e João Elísio estavam entre os principais sócios do banco Bamerindus.
Como reconhecimento pelo apoio que assegurou à educação, foi-lhe concedido o título de "Doutor Honoris Causa" pela Universidade Federal do Paraná.